# Komunitní rada Brooklynu 12
Komunitní rada Brooklynu 12 (Brooklyn Community Board 12) je komunitní rada v Brooklynu v New Yorku.
Zahrnuje části Borough Park, Kensington, Ocean Parkway a Midwood. Ohraničuje ji na západě 61. ulice, na severu 8. Avenue, 37. ulice a Caton Avenue, na východě Coney Island Avenue, 18. ulice, MacDonald Avenue a Long Island Rail Road a na jihu Avenue P.
Předsedou je Alan J. Dubrow a správcem Wolf Sender. Má rozlohu 3,6 km² a v roce 2000 zde žilo 185 046 obyvatel.